# ハジロクロハラアジサシ

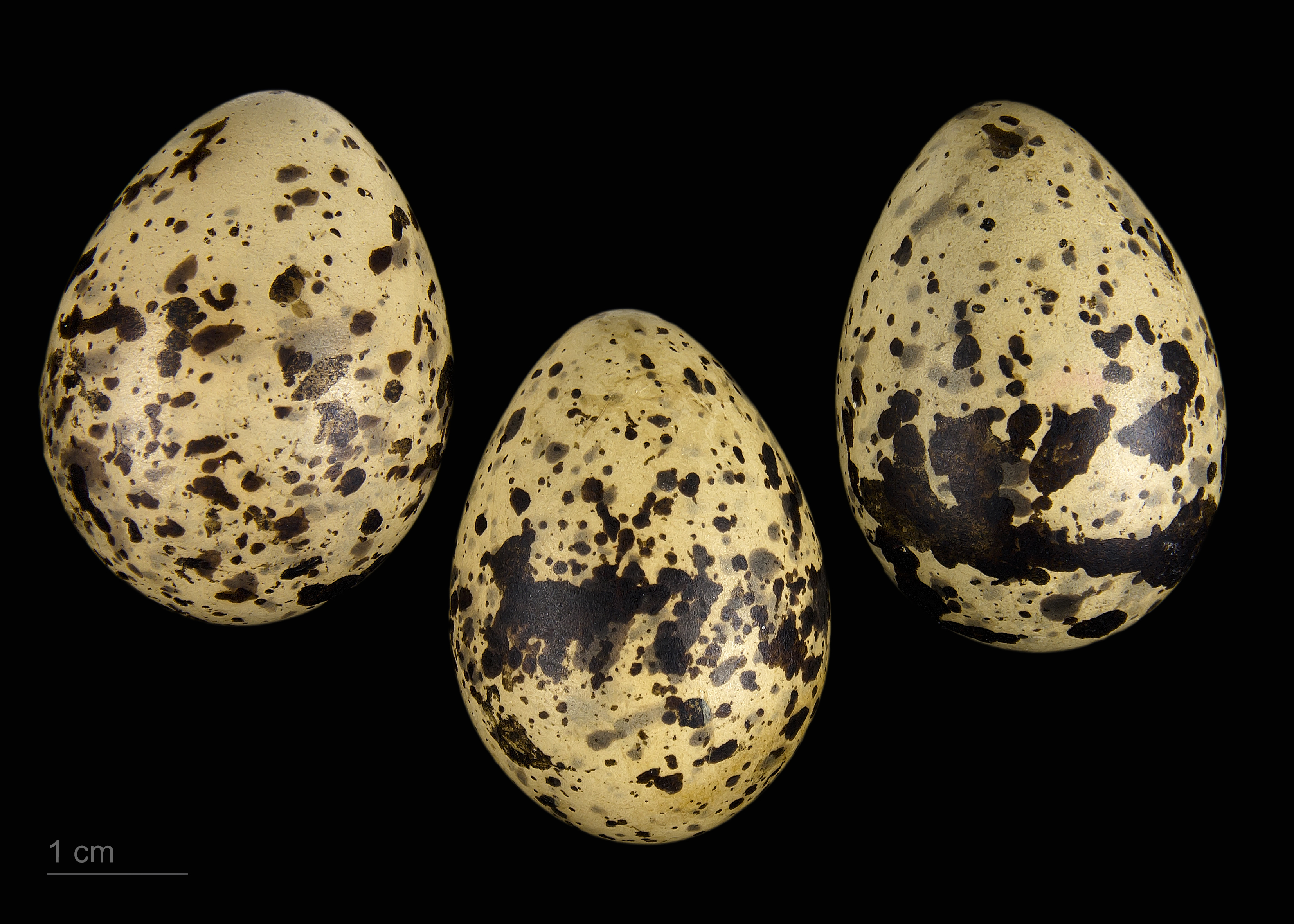
Chlidonias leucopterus

ハジロクロハラアジサシ（羽白黒腹鯵刺、学名：Chlidonias leucopterus）は，チドリ目カモメ科に分類される鳥類の一種である。

## 分布
ヨーロッパ南東部から中央アジアにかけてと中国東北部で繁殖し、冬季はアフリカ、東南アジア、ニューギニア、オーストラリアなどに渡りをおこない越冬する。
日本には旅鳥として全国で記録されているが、飛来数は多くない。8-10月にかけての秋の渡りの時期によく観察されている。春にはアジサシの群れの中で夏羽の個体が観察されたことがある。

## 形態
体長約23cm。夏羽は頭部から腹にかけてと背中が黒い。肩羽は灰黒色、腰と下尾筒は白色である。冬羽では後頭部が黒褐色の斑がある他は、頭部から腹にかけてが白くなる。幼鳥は背が褐色である。

## 生態
干潟や湖沼、河川、水田、湿地などに生息する。生息地では、低地から山地まで広く分布している。繁殖地ではコロニーを形成する。
食性は動物食。主に空中や水上の昆虫類を捕食する。また、小魚やカエルなどの両生類を捕食することもある。水中の餌を捕食する時は、水面を嘴ですくうようにして食べる。水面にダイビングして捕食することはあまりない。
繁殖形態は卵生。川岸や湿地に浮いている植物の上などに営巣し2-3卵産む。抱卵日数は19-20日、雛は22-24日で巣立つ。
鳴き声は「ギイー」、「ギュイ」、「ギリッ」など。低くやや濁った感じの声である。
左がハジロクロハラアジサシ、右下がクロハラアジサシ、右上ハシグロクロハラアジサシ